# ورنس، یون
ورنس، یون (به فرانسوی: Varennes, Yonne) یک کمون در فرانسه است که در Canton of Ligny-le-Châtel واقع شده‌است.

## خصوصیات
ورنس ۱۰٫۰۶ کیلومترمربع مساحت و ۲۸۵ نفر جمعیت دارد.